# 10 to Midnight
10 to Midnight é um filme policial dos Estados Unidos de 1983, realizado por J. Lee Thompson.

## Elenco
- Charles Bronson (Leo Kessler)
- Lisa Eilbacher (Laurie Kessler)
- Andrew Stevens (Paul McAnn)
- Gene Davis (Warren Stacy)
- Geoffrey Lewis (Dave Dante)
- Wilford Brimley (Capitão Malone)
- Robert F. Lyons (Nathan Zager)
- Bert Williams (Sr. Johnston)
- Ola Ray (Ola)
- Kelly Preston (Doreen)
- Cosie Costa (Dudley)
- Jeana Tomasina (Karen)
- June Gilbert (Betty)